# ¿Qué culpa tiene el niño?
¿Qué culpa tiene el niño? (en anglès: Don't Blame the Kid) és una pel·lícula mexicana de 2016, dirigida per Gustavo Loza i distribuïda per Adicta Films. Compta amb les actuacions de Karla Souza, Ricardo Abarca, Biassini Segura, Rocío García i Fabiola Guajardo, entre otros.

## Argument
La pel·lícula narra l'eixelebrada vida de Maru (Karla Souza), una jove d'alta societat, qui en les noces dels seus amics Arthur (Mauricio Barrientos) i Laura (Sofia Sisniega), s'emborratxa amb les seves millors amigues, Dani (Fabiola Guajardo) i Pau (Rocío García), i s'involucra amb un home molt de menor que ella, a qui sobrenomenen "La Rana" (Ricardo Abarca).
Desperta en un hotel de la regió, nua i sense recordar absolutament res del que va passar el dia anterior. Un mes després, s'assabenta que està embarassada, i després de veure fotos amb les seves amigues sobre el succeït, no dubta a anar a buscar Renato perquè respongui pel seu acte.
Per tant, les seves amigues l'ajuden amb preguntar-li als jovençans, els qui estan gaudint una intensa lluna de mel en Dubai, si coneixen al tipus, però tots dos el neguen. Per aquest motiu, Maru decideix anar a buscar a "El Cadáver" (Biassini Segura), el millor amic de Renato i qui el va acompanyar a les noces. Aquest home, que viu en un mal estat i és brut, afirma que sap qui és Renato i li dona la direcció a Maru perquè acudeixi a ell.
Maru cerca a Renato i es topa amb la seva mamà, La Rosy (Mara Escalante), una dona vulgar però còmica alhora, qui conta la trista història de la seva vida i l'abandó del pare de Renato. Quan apareix Renato, discuteix amb Maru de la situació del seu embaràs, qui nega que el fill sigui d'ell però així i tot Maru vol que respongui o en cas contrari, avortarà, optant per aquesta última opció.
Passen dies i Maru fa accions indegudes com fumar o intents d'avortament, però Renato la vigila dia i nit perquè no cometi una bogeria major. Després de no tenir la valentia per a cometre l'avortament, decideix comentar-li la situació a Renato, qui s'emociona al saber que tindran una vida junts, però Maru li aclareix que només tindran en comú al nen i res més.
Maru convida a Renato a anar a la seva casa, perquè es presenti amb els seus pares (Jesús Ochoa i Mar Carrera), qui rebutgen al noi fins que Maru els diu que està embarassada. Tots dos estan sorpresos, però volen que ella es casi amb el seu promès Juan Pablo (Erick Elias), ella rebutja la idea perquè el seu promès va descobrir el seu engany i la insulta a través de missatges de text.
El Diputat Zamacona, qui està en plena campanya política, vol cuidar la seva imatge i per tant, suggereix a Maru que es casi amb Renato o amb Juan Pablo, per guardar les aparences. Aquesta, finalment es decideix per Renato, a qui li fa saber que només estaran casats per les aparences.
Arriba el dia de les noces i estan convidats la gent del barri de Renato i els familiars de Maru. Després de casar-se, no celebren ni res per l'estil, per la qual cosa Renato, la seva mare i el guarura del Diputat, decideixen anar-se a fer gresca a un bar, on s'embriaguen completament i són arrestats. L'endemà, són alliberats per Zamacona i els abandona a la seva sort.
Maru i Renato planegen una farsa de la seva relació, per presentar-la-hi al nen quan neixi. Mentrestant, decideixen anar-se a una platja, on després de les diverses humiliacions i rebutjos de Maru cap a Renato, ell se'n va amb dues espanyoles a ballar a l'altre costat de la platja. Maru es presenta gelosa i se l'emporta amb ella, dient-li que no té gelosia, però li ha de guardar respecte.
En el matí, a punt d'anar-se, Maru descobreix el seu amor per Renato, seduint-lo i tenint relacions sexuals. En el camí, ella només li diu que va ser una "relliscada".
En el seu treball com a repartidor de pizzes, Renato descobreix al diputat tenint relacions amb una prostituta, enganyant la seva família amb aquesta dona. Ràpidament tots dos es reconeixen i Zamacona tracta d'evitar que vagi, però li és impossible. Al baby shower de Maru, tots dos es tornen trobar. Per evitar qualsevol tipus de confusió, Zamacona intenta convèncer-lo de fer un tracte, però Renato simplement li diu que no serà part del seu joc.
En un enuig de Maru amb els seus pares, se'n va furiosa de la seva casa a viure amb Renato i la seva mamà, on Renato li mostra que va finalitzar el vídeo que li presentessin al seu fill, ella està molt emocionada i li agraeix per tot, es tornen parella formalment.
Arriba el dia del naixement del bebè, on tots estan molt nerviosos per Maru, però en presentar al nen, s'adonen que el nen és xinès, per la qual cosa es revela que en realitat no era fill de Renato, sinó que ell es va oferir a ajudar-la. Pau i Dani, immediatament revisen les fotos de la festa i s'adonen que si hi havia un xinès i possiblement Maru hagi passat la nit amb ell i no amb Renato.
Renato grava un vídeo al seu fill, on li explica per què va néixer xinès i que si sofreix confusió algun dia, que no dubti en què els seus pares realment l'estimen. La pel·lícula finalitza amb l'aniversari #1 del nen, en el qual es veu que Maru i Renato queden junts, així com Pau amb "El Cadáver" i Dani amb Arthur, qui s'havia casat amb Laura. També es pot veure que la senyora de Zamacona queda en xoc després de tot l'ocorregut i no reaccionarà més mai. Finalment, tots són feliços i acaba amb una foto de la família junta.

## Reparto
- Karla Souza com María Eugenia "Maru" Zamacona de la Barquera.[5][6]
- Ricardo Abarca com Renato Zamarripa/"La Rana".[7]
- Biassini Segura com Abel Escobar "El Cadáver".
- Rocío García com Paulina.
- Fabiola Guajardo com Daniela.
- Mara Escalante com Rosy Zamarripa.
- Jesús Ochoa com el Diputat Zamacona.
- Mar Carrera com Nina de la Barquera de Zamacona.
- Erick Elías com Juan Pablo.
- Gerardo Taracena com Plutarco
- Sofía Sisniega com Laura.
- Matthew Adaskes com el Guarura.
- Norma Angélica com la infermera.
- José María Negri como el Ginecòleg
- Beng Zeng como el xinès

## Crítiques
Va tenir una bona rebuda, va ser acceptada al seu país d'origen i donada la quantitat de recaptació es posiciona com una de les pel·lícules més taquilleres del nou cinema mexicà. No obstant això va obtenir crítiques diverses obtenint un 6.7/10 en la pàgina d'IMDb, mentre que en FilmAffinity va obtenir cinc estrelles de deu i un 54% de crítiques i audiències a Rotten Tomatoes.

## Premis i nominacions
A la 46a edició de les Diosas de Plata va rebre el premi a la millor revelació masculina (Ricardo Abarca) i dues nominacions (millor actriu i millor revelació femenina).